# Гексафторид сірки
Гексафтори́д сі́рки (також елегаз або шестифториста сірка, SF6) — неорганічна речовина, один з фторидів сірки, при нормальних умовах — важкий газ, вп'ятеро важчий за повітря. Сполуку було вперше отримано і описано в 1900 році Анрі Муассаном в ході робіт з вивчення хімії фтору.

## Методи отримання
Можливе отримання гексафториду сірки з простих речовин:
S + 3F2 → SF6
Також гексафторид сірки утворюється при розкладанні складних фторидів сірки:
S2F10 → SF6 + SF4

## Фізико-хімічні властивості
Практично безбарвний газ, має високу пробивну напругу (89 кВ/см). Електрична міцність елегазу залежить від тиску, вона в 2–4 рази вище, ніж у повітря.
У ньому міститься 21,95 % сірки і 78,05 % фтору. При нормальному тиску елегаз може перебувати в будь-якому з трьох агрегатних станів при температурі до мінус 50,8 °С.
Погано розчинний у воді (1 об'єм SF6 в 200 об'ємах води), етиловому спирті і діетиловому ефірі, добре розчинний у нітрометані.
Густина елегазу при T = 273 K і тиску р = 0,1 МПа становить 6,56 кг/м³. Відносна діелектрична проникність — 1,0021. Повне число ступенів свободи молекули елегазу дорівнює 21, з них три ступені свободи — у поступальному русі, три — в обертальному, а решта — в коливальному. Діаметр молекули дорівнює 5,33 Å.

## Хімічні властивості
Гексафторид сірки — досить інертна сполука, не реагує з водою, ймовірно через кінетичні фактори, бо вільна енергія Гіббса реакції істотно негативна. Не реагує також з розчинами HCl і NaOH, однак при дії відновників можуть протікати деякі реакції.
Взаємодія з металевим натрієм проходить тільки при нагріванні, проте вже при 64 °C взаємодіє з розчином натрію в аміаку.
SF6 + 8Na → Na2S + 6NaF
З воднем і киснем гексафторид не реагує. Однак при сильному нагріванні (до 400 °C) SF6 взаємодіє з сірководнем, а при 30 °C — з йодоводнем:
2SF6 + 6H2S → S8 + 12HF
SF6 + 8HI → 6HF + H2 S + 4I2
При підвищеному тиску і температурі близько 500 °C SF6 окислює PF3 до PF5:
SF6 + PF3 → PF5 + SF4

## Застосування в електротехніці
Назва «елегаз» шестифториста сірка отримала від скорочення «електричний газ». Унікальні властивості елегазу були відкриті в СРСР, його застосування також почалося в Радянському Союзі. У 30-х роках відомий вчений Б. М. Гохберг в ЛФТІ досліджував електричні властивості ряду газів і звернув увагу на деякі властивості шестифтористої сірки SF6 (елегазу). Електрична міцність при атмосферному тиску і зазорі 1 см становить Е = 89 кВ/см. Характерним є дуже великий коефіцієнт теплового розширення і висока густина. Це важливо для енергетичних установок, в яких проводиться охолодження будь-яких частин пристрою, оскільки при великому коефіцієнті теплового розширення легко утворюється конвективний потік, що відносить тепло.
У центрі молекули елегазу розташований атом сірки, а на рівній відстані від нього в вершинах правильного октаедра розташовуються шість атомів фтору. Це визначає високу ефективність захоплення електронів молекулами, їх відносно велику довжину вільного пробігу і слабку реакційну здатність. Тому елегаз має високу електричну міцність.
Елегаз нешкідливий у суміші з повітрям. Однак внаслідок порушення технології виробництва елегазу або його розкладання в апараті під дією електричних розрядів (дугового, коронного, часткових), в елегазі можуть виникати надзвичайно активні в хімічному відношенні і шкідливі для людини домішки, а також різні тверді з'єднання, що осідають на стінах конструкції. Інтенсивність утворення таких домішок залежить від наявності в елегазі домішок кисню і особливо пари води.
Деяка кількість елегазу в електротехнічній апаратурі також розкладається в процесі нормальної роботи. Наприклад, комутація струму 31,5 кА у вимикачі 110 кВ призводить до розкладання 5–7 см³ елегазу на 1 кДж виділеної в дузі енергії.
Вартість елегазу досить висока, однак він знайшов досить широке застосування в техніці, особливо в високовольтній електротехніці. Він насамперед використовується як діелектрик, тобто як основна ізоляція для комплектних розподільчих установок, високовольтних вимірювальних трансформаторів струму та напруги та ін. Також елегаз використовується як середовище дугогасіння у  високовольтних елегазових вимикачах.
Основні переваги елегазу перед його основним «конкурентом», трансформаторною оливою, це:
- вибухо- і пожежна безпека;
- зниження масо-габаритних показників конструкції внаслідок зменшення ізоляційних проміжків і поліпшених умов охолодження струмоведучих частин.

## Цікаві факти
- Якщо наповнити гексафторидом сірки відкриту зверху посудину (оскільки газ важчий за повітря, то він не буде «виливатися» з посудини), і помістити туди легкий човник, зроблений, наприклад, з фольги, то човник буде утримуватися на поверхні і не «потоне». Цей дослід показали у передачі «Руйнівники міфів» як фокус з «прозорою водою» (випуск 105, 7 сезон.)